# Kayseri Kadir Hasstadion
Kayseri Kadir Hasstadion is het voetbalstadion van de Turkse voetbalclubs Kayserispor en Kayseri Erciyesspor. Het heeft op 8 maart 2009 het vorige  Kayseri Atatürkstadion vervangen. Het stadion heeft zijn naam te danken aan zakenman en filantroop Kadir Has. Het nieuwe stadion biedt plaats aan 32.864 toeschouwers. Er is ook nog een bijproject wat in 2012 van start is gegaan. Het stadion zal van een dak worden voorzien zodat het dak in geval van sneeuw of regen dicht kan schuiven.
Het stadion was eerder dan verwacht klaar. De eerste wedstrijd werd gespeeld tussen Kayserispor en Fenerbahçe en eindigde in 0-2. Het eerste doelpunt werd gemaakt door Semih Şentürk; de eerste rode kaart kreeg diens ploeggenoot Volkan Demirel.
In tegenstelling tot de meeste Turkse stadions heeft het Kayseri Kadir Hasstadion geen atletiekbaan om het veld. Het stadion zal voorzien worden van verschillende verwarmingselementen en 54 skyboxen (loges). Het Kadir Hasstadion kreeg van de UEFA een 5-sterrenclassificatie alvorens dit systeem werd afgeschaft.

## In detail
- Veldafmetingen: 68x105 m
- Grootte stadioncomplex: 190.000 m² (631.517 m²)
- 54 skyboxen
- 1 café voor 80 klanten
- 1 restaurant voor 100 klanten
- 1 outlet: 5.000 m²
- 1 supportershopcenter: 1.000 m²
- Kantoor- en conferentieruimte: 5.000 m²
- Parkeerplaats: 52.317 m²